# Raad-1
Raad-1 („Thunder-1”) este un autotun iranian.

## Istoric
În mai 1996, Iranul a afirmat că a testat cu succes primul său autotun local, Raad-1 de 122 mm („Thunder-1”). Nu se știe dacă Raad-1 este în producție.  Analiștii cred că cel mai probabil a fost doar un prototip folosit pentru dezvoltarea Raad-2.

## Descriere
Este armat cu 122 mm 2A18 howitzer de la 2S1 Gvozdika autotun sau o modificare a unuia cu o rază de tragere eficientă de 15200 de metri. De asemenea, are o turelă de la autopropulsata 2S1 Gvozdika. Acesta utilizează șasiu APC fabricat în Iran, Boragh, o conversie a rusescului BMP-1 sau chinezescul Type 86 (WZ-501) IFV.